# Liophryne
Liophryne é um gênero de anfíbios da família Microhylidae.
As seguintes espécies são reconhecidas:
- Liophryne allisoni Zweifel, 2000
- Liophryne dentata (Tyler & Menzies, 1971)
- Liophryne magnitympanum Kraus & Allison, 2009
- Liophryne miniafia Kraus, 2014
- Liophryne rhododactyla Boulenger, 1897
- Liophryne rubra Zweifel, 2000
- Liophryne schlaginhaufeni (Wandolleck, 1911)
- Liophryne similis Zweifel, 2000